# معركة اللاذقية
معركة اللاذقية، 7 أكتوبر 1973، هي معركة بحرية صغيرة لكن ثورية انهزمت فيها البحرية السورية. حدثت بعد يوم من حرب تشرين التحريرية 1973م، طرفيها هما سوريا، وإسرائيل. كانت أول معركة في التاريخ تحدث بين زورق صواريخ أرض-أرض (صواريخ بحر-بحر) وتستخدم فيها وسائل الحرب الإلكترونية.
في بداية القتال، أرادت البحرية الإسرائيلية تدمير القدرات البحرية للسوريين. كلا الطرفان كان مسلحاً بأحدث الأسلحة، فالبحرية الإسرائيلية تعتمد على الأسلحة البحرية القادمة من المعسكر الغربي، بينما تسلحت البحرية السورية بأسلحة بحرية قادمة من دول المعسكر الشرقي، وبخاصة الاتحاد السوفييتي.
حدثت المعركة في عرض البحر على بعد عدة اميال خارج المياة الإقليمية السورية مقابل ميناء مدينة اللاذقية السورية. قامت البحرية الإسرائيلية بتطبيق تكتيك يجعلون فيه السوريون يطلقون الصواريخ من مسافات بعيدة مع استخدام الإجراءات المضادة للرادار للدفاع عن القطع البحرية الإسرائيلية. أطلقوا صواريخهم على القطع البحرية السورية. فغرقت جميع السفن السورية.